# Ancrage territorial des entreprises
Pour les articles homonymes, voir Ancrage.
L’ancrage territorial des entreprises désigne l'utilisation par une entreprise de son lien avec le territoire sur lequel elle opère. L'expression renvoie aux interactions entre le milieu et la performance économique. Il s'agit d'un concept d'économie territoriale, de géographie économique et de sciences de gestion.

## Concept
L'ancrage territorial est « le processus et le résultat d’interactions entre entreprise et territoire, fondés sur la création collective de ressources communes, spécifiques et localisées, permettant une longue période de sédentarité d’une entreprise ». Cette définition, issue des sciences de gestion, est inspirée des approches développées en économie et en géographie,,.
Les constituants essentiels de l'ancrage territorial sont :
- l'existence d'une action coopérative, permettant notamment des phénomènes d'apprentissage,
- l'absence de droit de propriété sur une partie des ressources issue de cette action collective,
- le rattachement de ces ressources à un territoire, qui fait que l'entreprise en sera privée si elle se délocalise,
- le temps long dans lequel s'inscrit cette coopération; l'ancrage demeurant toutefois réversible.

L'ancrage territorial des entreprises est un enjeu politique et économique fort. Il apparaît comme un objectif majeur de la gouvernance des territoires et des politiques publiques locales. L'ancrage d'entreprises dans un territoire est en effet une manne d'emplois via des créations endogènes d'emplois. 
Des exemples d'entreprises ancrées sont constitués par des entreprises implantées dans des pôles de compétitivité, ou ayant une production située dans une appellation d'origine protégée,. Il est toutefois possible que des entreprises soient ancrées sans être rattachées à des institutions de ce type. 
La seule présence d'une entreprise dans un territoire ne permet pas de l'ancrer à proprement parler. Il est nécessaire pour ce faire que l'entreprise bénéficie de ressources locales, entre dans une dynamique de coopération avec les institutions publiques locales et le réseau entrepreneurial local, etc.. À l'inverse, le fait qu'une entreprise garde des relations socialisées fortes en dehors du territoire n'interdit pas que celle-ci puisse être ancrée.

## Fondements
Les fondements de l'ancrage territorial des entreprises sont au nombre de cinq. 
Le premier est la proximité. L'ancrage territorial est un objet de l'économie locale. À ce titre, la proximité géographique entre l'entreprise et les acteurs du territoire (politiques, institutions, autres entreprises) est essentielle. Toutefois la seule proximité géographique ne suffit pas à permettre un ancrage à proprement parler. Il est nécessaire pour les entreprises d'entretenir une proximité institutionnelle et organisationnelle afin de la favoriser.
Le deuxième est l'utilisation de réseaux par l'entreprise. Les travaux sur les réseaux contribuent à expliquer la possibilité de l'émergence de l'ancrage dès lors qu'ils sont localisés. Le concept d’embeddedness est lié à celui d'ancrage, dans le sens où l'entreprise n'est plus conçue comme étant au-dessus du territoire, mais comme en étant une partie intégrante.
Le troisième fondement est constitué des externalités. Les ressources collectivement créées par ancrage, et démunies de droits de propriété, peuvent être considérées comme des externalités. Tous les travaux en économie sur les externalités contribuent à comprendre la nature des ressources issues de l'ancrage, leur diffusion et leur non-transférabilité,. Ces externalités sont généralement considérées comme positives mais peuvent aussi scléroser certaines entreprises ancrées.
Le quatrième est le territoire. Bien que ce concept soit multiforme, il est très souvent mobilisé dans l'étude de l'ancrage. Les travaux sur les districts, sur les clusters, sur les milieux innovateurs (travaux du GREMI, sur le développement des territoires) permettent en partie de comprendre la dynamique de l'ancrage dans sa dimension exogène.
Le cinquième fondement de cet ancrage territorial est la stratégie générale d'entreprise. En sciences de gestion, l'ancrage est souvent abordé comme constituant une stratégie de territorialisation,.

## Ancrage et RSE
Les recherches récentes sur la responsabilité sociale des entreprises ont mobilisé le concept d'ancrage territorial des entreprises afin de déployer l'arsenal conceptuel de la RSE dans ce cadre. La norme ISO 26000, relative à la responsabilité sociétale des organisations, précise que « l’ancrage territorial est le travail de proximité proactif d’une organisation vis-à-vis de la communauté. Il vise à prévenir et à résoudre les problèmes, à favoriser les partenariats avec des organisations et des parties prenantes locales et à avoir un comportement citoyen vis-à-vis de la communauté ». 
En juillet 2018, la Plateforme RSE a publié un avis intitulé « Vers une responsabilité territoriale des entreprises », dans lequel elle analyse les stratégies d’ancrage territorial des entreprises, les formes de coopération, les instruments de mesure ainsi que les freins existants.